# Italian Baseball League 2017
L'Italian Baseball League 2017 è stata la 70ª edizione del massimo campionato italiano di baseball, l'undicesima con la denominazione IBL e l'ottava con il sistema a franchigie.
Il torneo, al quale partecipano 8 squadre, è iniziato il 14 aprile 2017, mentre le finali scudetto hanno visto il loro inizio il 1º settembre. È prevista una sosta per la Coppa Europa dal 7 all’11 giugno.
Le squadre partecipanti sono 8, ovvero le stesse 7 della passata edizione con l'aggiunta del Padule Sesto Fiorentino.

## Formula
La regular season del campionato si articola in due fasi: la prima prevede la composizione di due gironi da quattro squadre (formati sulla base delle classifica 2016) con partite di sola andata; la seconda fase prevede invece un girone unico a otto squadre con partite di andata e ritorno partendo dai risultati ottenuti nella prima fase. Le prime quattro classificate si qualificano per i play-off scudetto, con semifinali e finali tornate ad essere al meglio delle cinque partite.

## Squadre
- Angel Service Nettuno
- Novara Baseball
- Recotech Padule
- ParmaClima
- Rimini Baseball
- T&A San Marino
- Tommasin Padova
- UnipolSai Bologna

## Manager
| Club                  | Manager          |
| --------------------- | ---------------- |
| Nettuno Baseball City | Alberto D'Auria  |
| Novara Baseball       | Renny Duarte     |
| Parma Baseball Club   | Gilberto Gerali  |
| Recotech Padule       | Paolo Minozzi    |
| Rimini Baseball       | Paolo Ceccaroli  |
| T&A San Marino        | Marco Nanni      |
| Tommasin Padova       | Francesco Aluffi |
| UnipolSai Bologna     | Daniele Frignani |

## Risultati

### Regular season

#### Prima fase
| Prima giornata |                     |              |
|                |                     | 14-15 aprile |
|                | Padule - Bologna    | 3-12, 0-11   |
|                | Nettuno - Parma     | 7-4, 7-5     |
|                | Novara - Rimini     | 5-1, 7-4     |
|                | San Marino - Padova | 13-3, 5-2    |

| Seconda giornata |                     |              |
|                  |                     | 21-22 aprile |
|                  | Bologna - Nettuno   | 10-0, 4-6    |
|                  | Parma - Padule      | 10-1, 6-2    |
|                  | Rimini - San Marino | 1-3, 1-3     |
|                  | Padova - Novara     | 7-0, 0-3     |

| Terza giornata |                     |              |
|                |                     | 28-29 aprile |
|                | Bologna - Parma     | 6-1, 10-0    |
|                | Nettuno - Padule    | 4-1, 7-2     |
|                | Rimini - Padova     | 6-5, 10-9    |
|                | San Marino - Novara | 4-2, 9-0     |

#### Classifiche prima fase
|    | Classifica girone A   | PG | PV | PP | PCT  | PD  |
| -- | --------------------- | -- | -- | -- | ---- | --- |
| 1. | Angel Service Nettuno | 6  | 5  | 1  | .833 | 0.0 |
| 2. | UnipolSai Bologna     | 6  | 5  | 1  | .833 | 0.0 |
| 3. | ParmaClima            | 6  | 2  | 4  | .333 | 3.0 |
| 4. | Recotech Padule       | 6  | 0  | 6  | .000 | 5.0 |

|    | Classifica girone B | PG | PV | PP | PCT   | PD  |
| -- | ------------------- | -- | -- | -- | ----- | --- |
| 1. | T&A San Marino      | 6  | 6  | 0  | .1000 | 0.0 |
| 2. | Novara Baseball     | 6  | 3  | 3  | .500  | 3.0 |
| 3. | Rimini Baseball     | 6  | 2  | 4  | .333  | 4.0 |
| 4. | Tommasin Padova     | 6  | 1  | 5  | .167  | 5.0 |

#### Seconda fase
| Prima giornata |                     |                     |
| 5-7 maggio     |                     | 30 giugno-1º luglio |
| 3-2, 0-8       | Padova - Novara     | 0-2, 6-5            |
| 6-5, 2-4       | Padule - Nettuno    | 2-5, 2-11           |
| 11-0, 7-10     | Bologna - Parma     | 3-9, 14-4           |
| 5-3, 6-0       | Rimini - San Marino | 2-5, 2-7            |

| Quarta giornata |                     |              |
| 26-27 maggio    |                     | 21-22 luglio |
| 6-8, 2-5        | Padova - San Marino | 1-7, 0-5     |
| 2-1, 1-2        | Bologna - Rimini    | 14-4, 3-4    |
| 7-5, 2-7        | Padule - Parma      | 0-4, 3-13    |
| 2-1, 6-2        | Nettuno - Novara    | 5-1, 9-2     |

| Settima giornata |                      |              |
| 23-24 giugno     |                      | 11-12 agosto |
| 4-1, 2-1         | Nettuno - Padova     | 6-3, 2-1     |
| 3-2, 3-1         | Parma - Novara       | 5-8, 1-9     |
| 0-8, 1-8         | Padule - Rimini      | 0-10, 3-0    |
| 5-2, 3-10        | San Marino - Bologna | 1-9, 3-4     |

| Seconda giornata |                      |            |
| 12-13 maggio     |                      | 7-8 luglio |
| 9-10, 4-9        | Padule - Padova      | 3-6, 3-7   |
| 4-1, 10-0        | Bologna - Novara     | 5-6, 7-2   |
| 3-5, 9-5         | Nettuno - San Marino | 2-4, 1-4   |
| 1-6, 3-2         | Parma - Rimini       | 4-10, 13-2 |

| Quinta giornata |                    |              |
| 1-2 giugno      |                    | 28-29 luglio |
| 7-1, 12-2       | Rimini - Padova    | 11-1, 11-7   |
| 5-4, 4-11       | Parma - San Marino | 4-9, 1-6     |
| 3-2, 4-7        | Bologna - Nettuno  | 12-2, 13-2   |
| 15-5, 6-4       | Novara - Padule    | 13-0, 3-0    |

| Terza giornata |                     |              |
| 19-20 maggio   |                     | 13-15 luglio |
| 11-8, 9-1      | Bologna - Padova    | 1-2, 10-1    |
| 9-2, 5-0       | San Marino - Padule | 14-6, 1-3    |
| 5-4, 1-5       | Rimini - Novara     | 1-0, 6-2     |
| 1-9, 9-6       | Parma - Nettuno     | 1-3, 3-2     |

| Sesta giornata |                     |            |
| 16-17 giugno   |                     | 4-5 agosto |
| 1-2, 6-2       | Parma - Padova      | 6-4, 3-4   |
| 0-2, 9-1       | Nettuno - Rimini    | 9-5, 4-5   |
| 1-3, 8-4       | San Marino - Novara | 3-2, 1-8   |
| 0-8, 0-18      | Padule - Bologna    | 1-10, 1-11 |

#### Classifica seconda fase
|    | Classifica Regular Season 2017 | PG | PV | PP | PCT  | PD   |
| -- | ------------------------------ | -- | -- | -- | ---- | ---- |
| 1. | UnipolSai Bologna              | 34 | 25 | 9  | .735 | 0.0  |
| 2. | T&A San Marino                 | 34 | 24 | 10 | .706 | 1.0  |
| 3. | Angel Service Nettuno          | 34 | 22 | 12 | .647 | 3.0  |
| 4. | Rimini Baseball                | 34 | 20 | 14 | .588 | 5.0  |
| 5. | ParmaClima                     | 34 | 16 | 18 | .471 | 9.0  |
| 6. | Novara Baseball                | 34 | 15 | 19 | .441 | 10.0 |
| 7. | Tommasin Padova                | 34 | 10 | 24 | .294 | 15.0 |
| 8. | Recotech Padule                | 34 | 4  | 30 | .118 | 21.0 |

- UnipolSai Bologna, T&A San Marino, Angel Service Nettuno e Rimini Baseball accedono alle semifinali
- ParmaClima, Novara Baseball, Tommasin Padova e Recotech Padule accedono alla Coppa Italia IBL

### Fase finale
Le semifinali sono state disputate tra il 18 (gara 1) e il 26 agosto (gara 5). La squadra meglio classificata in regular season ha disputato in casa gara1, gara2 e l'eventuale gara5.

Le finali sono state disputate dal 1º settembre (gara 1) al 5 settembre (gara 3).
|  | Semifinali            | Semifinali            | Semifinali            | Semifinali            | Semifinali | Semifinali | Semifinali |  |  | Finale          | Finale          | Finale          | Finale          | Finale | Finale | Finale |  |
|  |                       |                       |                       |                       |            |            |            |  |  |                 |                 |                 |                 |        |        |        |  |
|  | UnipolSai Bologna     | UnipolSai Bologna     | 5                     | 5                     | 4          | 8          | 4          |  |  |                 |                 |                 |                 |        |        |        |  |
|  | Rimini Baseball       | Rimini Baseball       | 6                     | 8                     | 2          | 4          | 5          |  |  | Rimini Baseball | Rimini Baseball | Rimini Baseball | Rimini Baseball | 2      | 15     | 2      |  |
|  | T&A San Marino        | T&A San Marino        | T&A San Marino        | T&A San Marino        | 1          | 8          | 8          |  |  | T&A San Marino  | T&A San Marino  | T&A San Marino  | T&A San Marino  | 1      | 5      | 1      |  |
|  | Angel Service Nettuno | Angel Service Nettuno | Angel Service Nettuno | Angel Service Nettuno | 0          | 6          | 4          |  |  |                 |                 |                 |                 |        |        |        |  |

#### Italian Baseball Series
Rimini affronta le finali per la sesta consecutiva mentre San Marino torna a disputarle per la prima volta dopo l'edizione 2013, vinta in rimonta con tre vittorie esterne proprio allo Stadio dei Pirati.
Nonostante la regular season chiusa al quarto posto, la formazione riminese continua a vincere in trasferta come già era avvenuto in tutte le gare di semifinale giocate a Bologna. In gara 1 a decidere l'incontro in favore dei neroarancio è una valida da due punti di Bertagnon.

In gara 2 Rimini segna 6 punti nei primi tre inning, resiste al tentativo di rimonta sammarinese e dilaga nell'ultimo inning.

Lo scudetto riminese si concretizza in gara 3, al primo match point tra le mura amiche: al fuoricampo del rossoblu Reginato risponde Lino Zappone, prima con il doppio del pareggio al quinto inning e poi con la valida del sorpasso all'ottavo inning.

##### Risultati

###### Gara 1
| Serravalle 1º settembre 2017, ore 20:30 Gara 1 | T&A San Marino | 1 – 2 referto | Rimini Baseball | Stadio di Serravalle |
| \| \| \| \| \| \| Doppi \| Zappone \|          |                |               |                 |                      |
|                                                |                |               |                 |                      |
|                                                | Doppi          | Zappone       |                 |                      |

###### Gara 2
| Serravalle 2 settembre 2017, ore 20:30 Gara 2                                                                                   | T&A San Marino | 5 – 15 referto           | Rimini Baseball | Stadio di Serravalle |
| \| \| \| \| \| Poma, Reginato, Pulzetti, Avagnina \| Doppi \| Noguera, Celli \| \| \| Fuoricampo \| Infante al 9º da 4 punti \| |                |                          |                 |                      |
| |                |                          |                 |                      |
| Poma, Reginato, Pulzetti, Avagnina                                                                                              | Doppi          | Noguera, Celli           |                 |                      |
| | Fuoricampo     | Infante al 9º da 4 punti |                 |                      |

###### Gara 3
| Rimini 5 settembre 2017, ore 20:30 Gara 3                                              | Rimini Baseball | 2 – 1 referto             | T&A San Marino | Stadio dei Pirati |
| \| \| \| \| \| Zappone \| Doppi \| \| \| \| Fuoricampo \| Reginato al 4º da 1 punto \| |                 |                           |                |                   |
|                                                                                        |                 |                           |                |                   |
| Zappone                                                                                | Doppi           |                           |                |                   |
|                                                                                        | Fuoricampo      | Reginato al 4º da 1 punto |                |                   |

## Verdetti
- Campione d'Italia:   Rimini Baseball
- In finale di Coppa Italia:  T&A San Marino